# Isice Ier (évêque de Vienne)
Pour les articles homonymes, voir Isice.
Isice ou Hésychius (Isicius), mort vers 490, probablement à Vienne, est évêque métropolitain de Vienne de la fin du Ve siècle. Il est considéré comme saint par l'Église catholique (célébré le 1er juillet).

## Biographie

### Origines
Isice ou Hésychius (en latin Isicius, Hesychius, Ysicii, parfois sous les formes Isique, Ysile) est mentionné dans le catalogue de l'évêque Adon de Vienne (799-875),,,. Il a épousé Audentia, avec qui il a deux fils Avit, son successeur sur le siège de Vienne, et Apollinaire, qui devient évêque de Valence,. Il semble apparenté à Sidoine Apollinaire, préfet de Rome puis évêque de Clermont.
Selon Bernard Bligny (1979), il appartient à l'une « des principales familles gallo-romaines de « Bourgogne » », les Hesychii, branche des Syagrii, dont plusieurs membres montent sur le trône de Vienne (trois) et de Grenoble (quatre).

### Épiscopat
La tradition, reprise en partie par l'historien Ulysse Chevalier dans sa Notice chronologico-historique sur les archevêques de Vienne (1879), le donne sénateur, avant qu'il gouverne l'Église de Vienne où il succède à saint Mamert,. L'archiviste suisse Catherine Santschi indique, dans la notice consacrée à Avit dans le Dictionnaire historique de la Suisse, qu'il est issu « famille de la noblesse sénatoriale ». Santschi précise qu'il serait également un proche parent de l'empereur Avitus.
Adon le mentionne, dans sa Chronique (VI), dans une dédicace « À cette époque, Isicius, sixième évêque depuis le bienheureux Paschasius, dirigeait l’Église de Vienne […] il brilla jusqu'aux temps de l’empereur Zénon »,. Il ajoute dans cette mention que « c’est à cette époque que le susdit et glorieux prêtre Sévère vint de l'Inde à Vienne »,. Sévère (Sever) († ap. 450) est à l'origine de plusieurs édifices religieux. Chevalier le présente également comme contemporain d'Isice dans sa notice. Cependant, à propos de cette dédicace, Gérard Lucas (2018), spécialiste de la langue et littérature grecques, précise « la mention de l'évêque Isicius […] ne peut convenir, l'épiscopat de ce dernier étant bien postérieur à la dédicace de l’église qui dut avoir lieu en 448 […] ».
Historiquement, son épiscopat peut être placé entre 475 et 490, selon Gérard Lucas.
Isice semble mourir vers 490. Son fils, Avit, lui succède sur le siège de Vienne.

## Culte
Saint Isice figurait au Martyrologium Hieronymianum à la date du 16 mars,. Le site nominis.cef.fr donne pour Saint Ysile, le 15 mars. Il est désormais célébré, dans le diocèse de Grenoble-Vienne, le 1er juillet avec saint Martin et tous les saints évêques de Vienne.